# Cundiff (Kentucky)
Cundiff est une zone non incorporée (Unincorporated community) du comté d'Adair dans le Kentucky.
Originellement nommé Melson Ridge d'après le nom d'une colline locale (elle-même nommée d’après le nom d'une famille Melson), Cundiff doit son nom actuel à Rester C. Cundiff, le chef du bureau de poste local ouvert en 1925.